# Simulium chelevini
Simulium chelevini es una especie de insecto del género Simulium, familia Simuliidae, orden Diptera.
Fue descrita científicamente por Ivashchenko, 1978.